# زنداکی
زنداکی (به لهستانی:  Zyndaki) یک روستا در لهستان است که در گمینا سورکویته واقع شده‌است.